# كريستيان هولاندر
كريستيان هولاندر هو ملحن هولندي، ولد في 1512، وتوفي في 1589.

## وصلات خارجية
- كريستيان هولاندر على موقع ميوزك برينز (الإنجليزية)
- كريستيان هولاندر على موقع ديسكوغز (الإنجليزية)